# Möbelfakta
Möbelfakta är ett bedömningssystem för möbler anpassat till fastställda Europastandarder. Systemet ägs av IVL Svenska miljöinstitutet som huvudägare och Trä- och Möbelföretagen.
Möbelfakta har krav inom kvalitet, miljö och ansvarsfulla leveranskedjor.
Märkningen innebär att vissa kvaliteter och egenskaper hos möbeln är objektivt (opartiskt) kontrollerade på ett standardiserat sätt så att de kan jämföras med andra möbler av liknande typ, och vid kontrollen har uppnått vissa minimikrav. I bedömningen ingår att möbeln tål normalt slitage i den miljö som den har testats och godkänts för.
Möbelfaktas miljökriterier är uppdelade på dels obligatoriska materialkrav och dels obligatoriska produktkrav. Materialkraven rör framför allt råvaror och komponenter som används vid tillverkning av möbeln medan produktkraven rör den färdiga möbeln.
Möbelproducenten måste ta hänsyn till ett antal sociala och etiska aspekter, bland annat när det gäller sitt ansvar gentemot arbetstagare och för de förhållanden som råder under produktionen. Utgångspunkten är FN:s riktlinjer kring ”Code of Conduct” (uppförandekod).